# Akrotiri (Chania)
Akrotiri (griechisch Ακρωτήρι (n. sg.), dt. ‚Kap‘) ist seit 2010 ein Gemeindebezirk der Gemeinde Chania, der sich im Nordwesten der griechischen Insel Kreta nahezu deckungsgleich über die gleichnamige Akrotiri-Halbinsel erstreckt. Frühere Namen der Halbinsel waren Kiamon oder zu byzantinischer Zeit Charaka.

## Geografie

### Geografische Lage
Der Gemeindebezirk Akrotiri erstreckt sich über fast 113 Quadratkilometer auf der gleichnamigen Akrotiri-Halbinsel (Χερσόνησος Ακρωτηρίου Chersónisos Akrotiríou) an der Nordküste Westkretas. Die in nordöstlicher Richtung ins Kretische Meer herausragende Halbinsel ist im Südwesten mit Kreta durch eine weite Landbrücke verbunden. Hier liegt im Westen Chania, die zweitgrößte Stadt Kretas, und im Osten die Hafenstadt Souda. Die von der Halbinsel abgeschlossene Souda-Bucht ist der größte Naturhafen der Insel.
Der südwestliche Teil der Halbinsel wird durch ein Plateau gebildet, das 100 bis 200 Meter über dem Meeresspiegel liegt. Dieses Plateau läuft im Westen der Halbinsel in der Bucht von Kalathas (Όρμος Καλάθας Órmos Kaláthas) aus. Der Nordostteil der Akrotiri dagegen ist recht bergig, die höchste Erhebung der Halbinsel ist im Osten der Berg Skloka (Σκλόκα) mit 526 Metern Höhe.

### Verwaltungsgliederung
Anlässlich der Gebietsreform 1997 erfolgte der Zusammenschluss von fünf Landgemeinden zur damaligen Gemeinde Akrotiri, die dem heutigen Gemeindebezirk entspricht. Im Rahmen der Verwaltungsreform 2010 erfolgte die Vereinigung mit den Gemeinden Chania, Eleftherios Venizelos, Keramia, Nea Kydonia, Souda und Theriso, die nunmehr die Gemeindebezirke der neuen Gemeinde Chania bilden.
| Dimotiki Kinotita (Δημοτική Κοινότητα) | griechischer Name                 | Code     | Fläche (km²) | Einwohner 2001 | Einwohner 2011 | Einwohner 2021 | Dörfer und Siedlungen                                                                  |
| -------------------------------------- | --------------------------------- | -------- | ------------ | -------------- | -------------- | -------------- | -------------------------------------------------------------------------------------- |
| Aroni                                  | Δημοτική Κοινότητα Αρωνίου        | 74010201 | 17,602       | 2007           | 3003           | 3278           | Pithari, Agios Nikolaos, Zornadis, Kathiana, Pazinos                                   |
| Kounoupidiana                          | Δημοτική Κοινότητα Κουνουπιδιανών | 74010202 | 28,92        | 5173           | 8620           | 9220           | Kounoupidiana, Kalathas, Kambani, Stavros, Chorafakia                                  |
| Mouzouras                              | Δημοτική Κοινότητα Μουζουρά       | 74010203 | 19,538       | 1365           | 0268           | 305            | Mouzouras, Agia Zoni, Galini, Kalorrouma, Koumares, Moni Agias Triados ton Tzangarolon |
| Sternes                                | Δημοτική Κοινότητα Στερνών        | 74010204 | 13,642       | 1401           | 0943           | 1061           | Sternes, Aerodromio, Kato Marathi, Marathi                                             |
| Chordaki                               | Δημοτική Κοινότητα Χωρδακίου      | 74010205 | 33,053       | 375            | 0266           | 247            | Chordaki, Akropoli, Moni Gouvernetou                                                   |
| Gesamt                                 | Gesamt                            | 740102   | 112,755      | 10.321         | 13.100         | 14.111         |                                                                                        |

## Wirtschaft und Infrastruktur
Die Akrotiri war ursprünglich rein landwirtschaftlich geprägt, in den niederen Lagen herrschen Garten- und Olivenanbau vor. In jüngerer Zeit wird vor allem im südwestlichen Teil in Küstennähe viel gebaut, die relative Nähe zur Großstadt Chania machen diesen Teil der Halbinsel zu einem attraktiven Wohngebiet, die Stadt Chania wächst hier über ihre Stadtgrenze hinaus auf das Gebiet der Halbinsel. Im gleichen Bereich breitet sich in Strandnähe die Tourismuswirtschaft aus. Bei Marathi, Kalathas und Stavros befinden sich sandige Strandbuchten. Neben der Dauerwohn-Bebauung entstehen hier auch ganze „Dörfer“ aus Ferienwohnungen.

### Verkehr
Der nach dem Volkshelden Daskalogiannis benannte internationale Flughafen Chania liegt auf dem Plateau im südlichen Teil der Halbinsel Akrotiri. Neben dem Flughafen von Iraklio ist er der zweitwichtigste Flughafen Kretas. Im Bereich des Flughafens und entlang der Straßenverbindung nach Souda und Chania haben sich verstärkt Wirtschaftsbetriebe angesiedelt.

## Militärstützpunkt
Im Süden und Osten im Bereich der Souda Air Base und der militärisch wichtigen Soudabucht befinden sich mehrere militärische Sperrgebiete.
Heute dient der US-amerikanische Militärstützpunkt mit der offiziellen Bezeichnung U.S. Naval Support Activity (NSA) auch den NATO-Staaten immer wieder zu weltweiten multinationalen Operationen, wie zum Beispiel dem Irak-Krieg, bei der Operation Enduring Freedom gegen den weltweiten Terrorismus, in der Opération Harmattan beim Militäreinsatz in Libyen 2011. In der Nähe befindet sich auch das NATO Maritime Interdiction Operational Training Centre-Hellas (NMIOTC), das NATO-Trainingscenter für maritime Eingreifoperationen. Auf der Halbinsel Akrotiri befindet sich nordöstlich des Flughafens von Chania auch die NATO Missile Firing Installation (NAMFI-Schießplatz).

## Kultur und Sehenswürdigkeiten

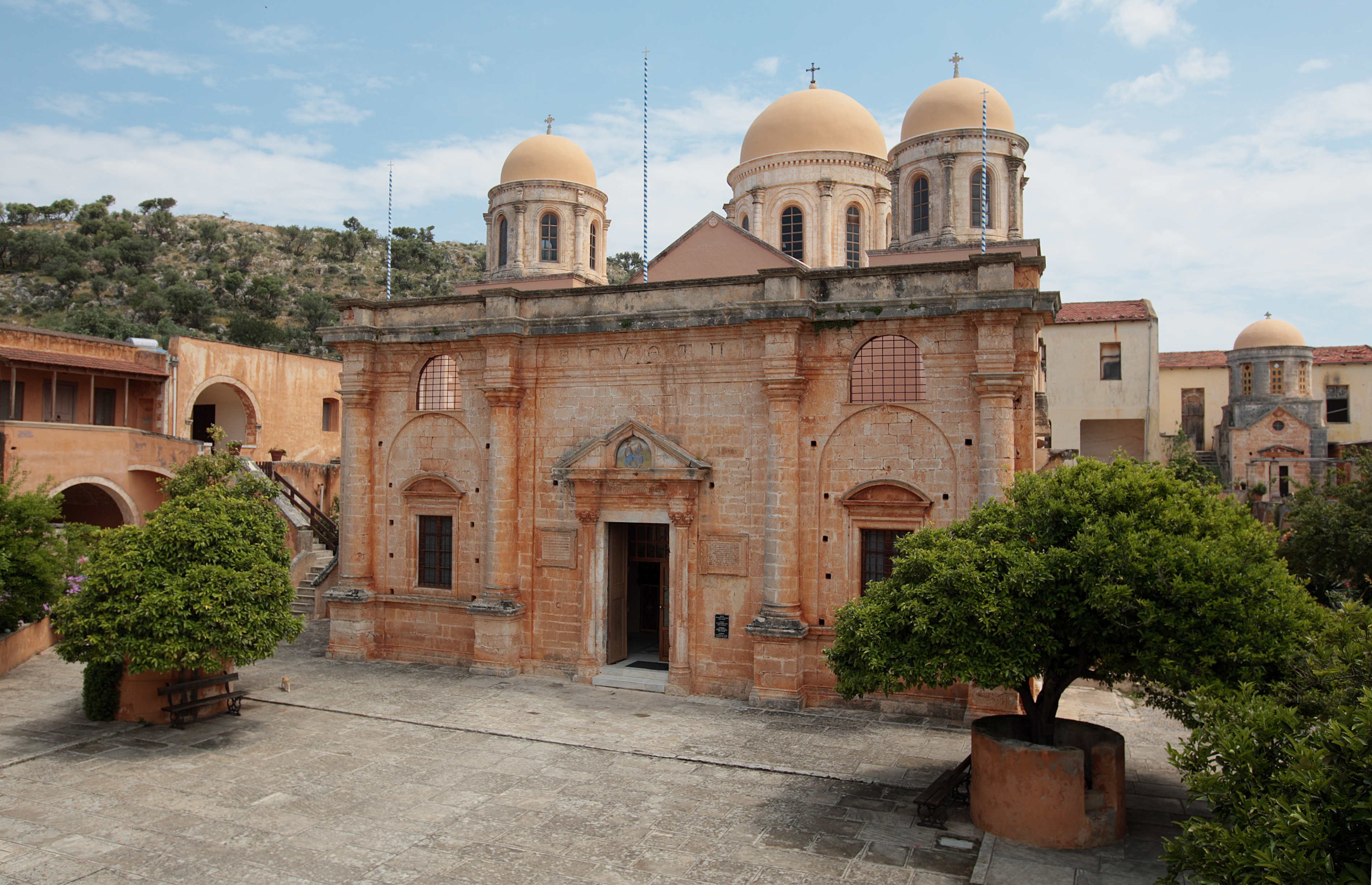
Kloster Agia Triada
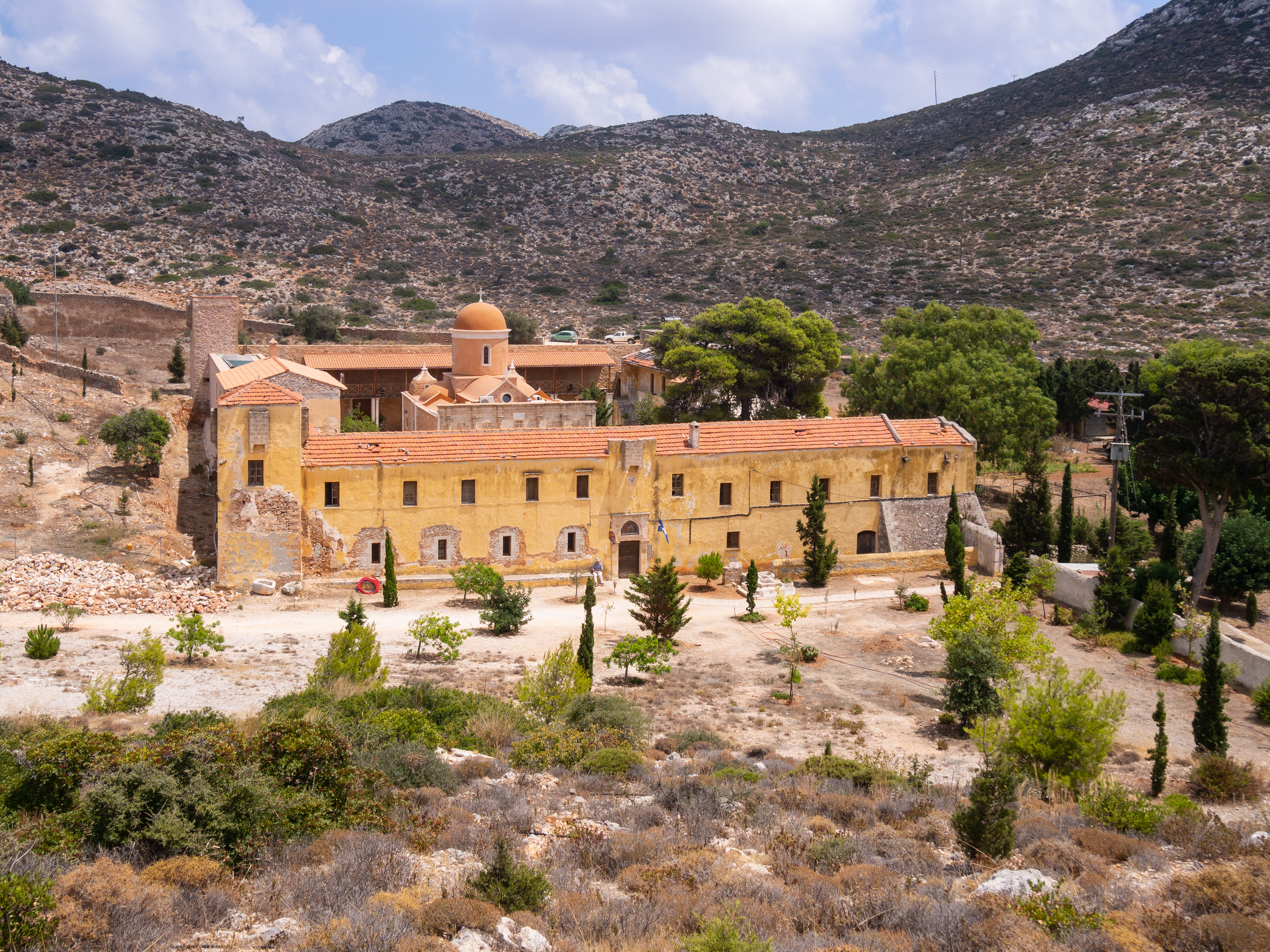
Kloster Gouverneto
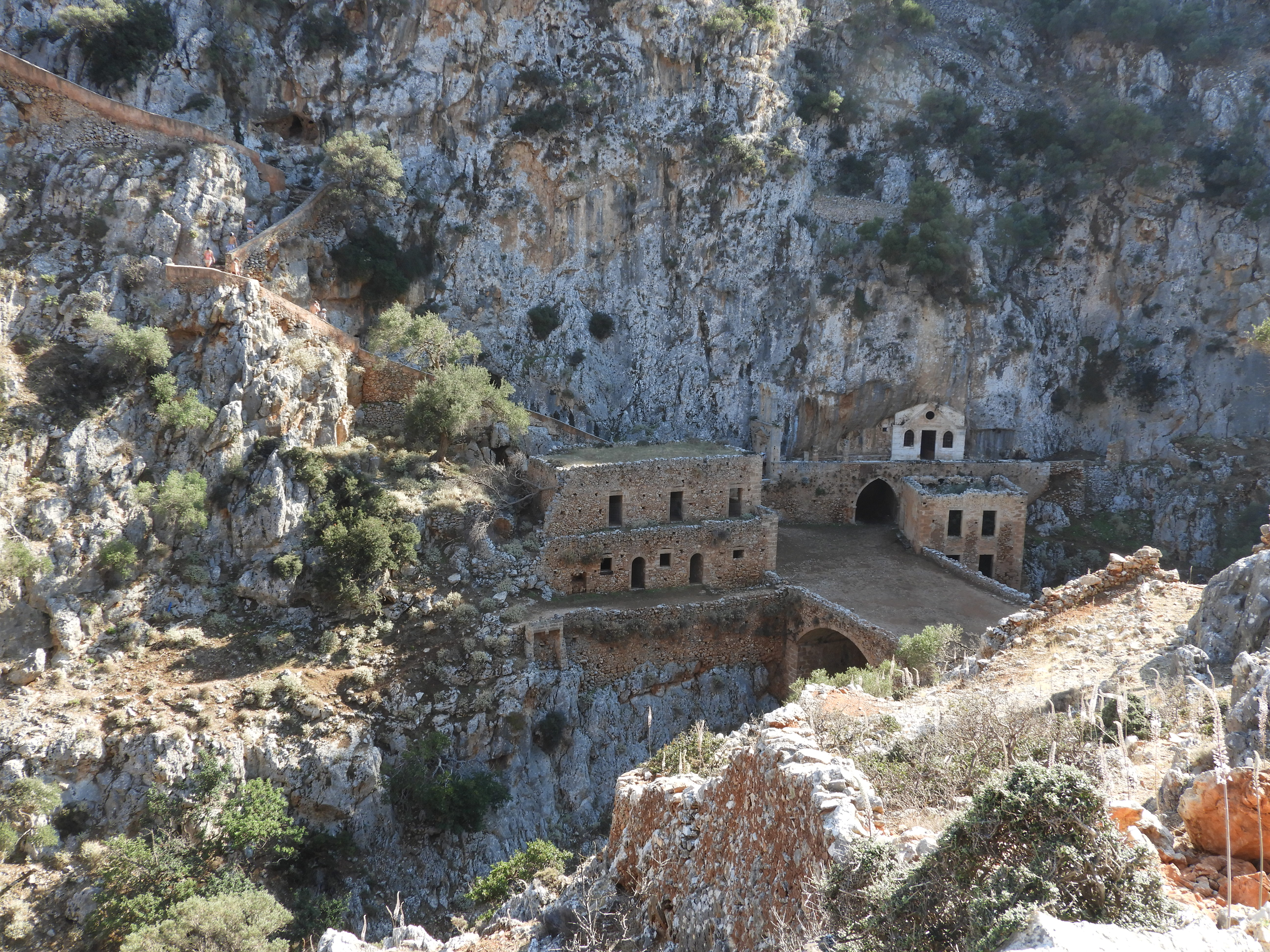
Ruine des Klosters Katholiko
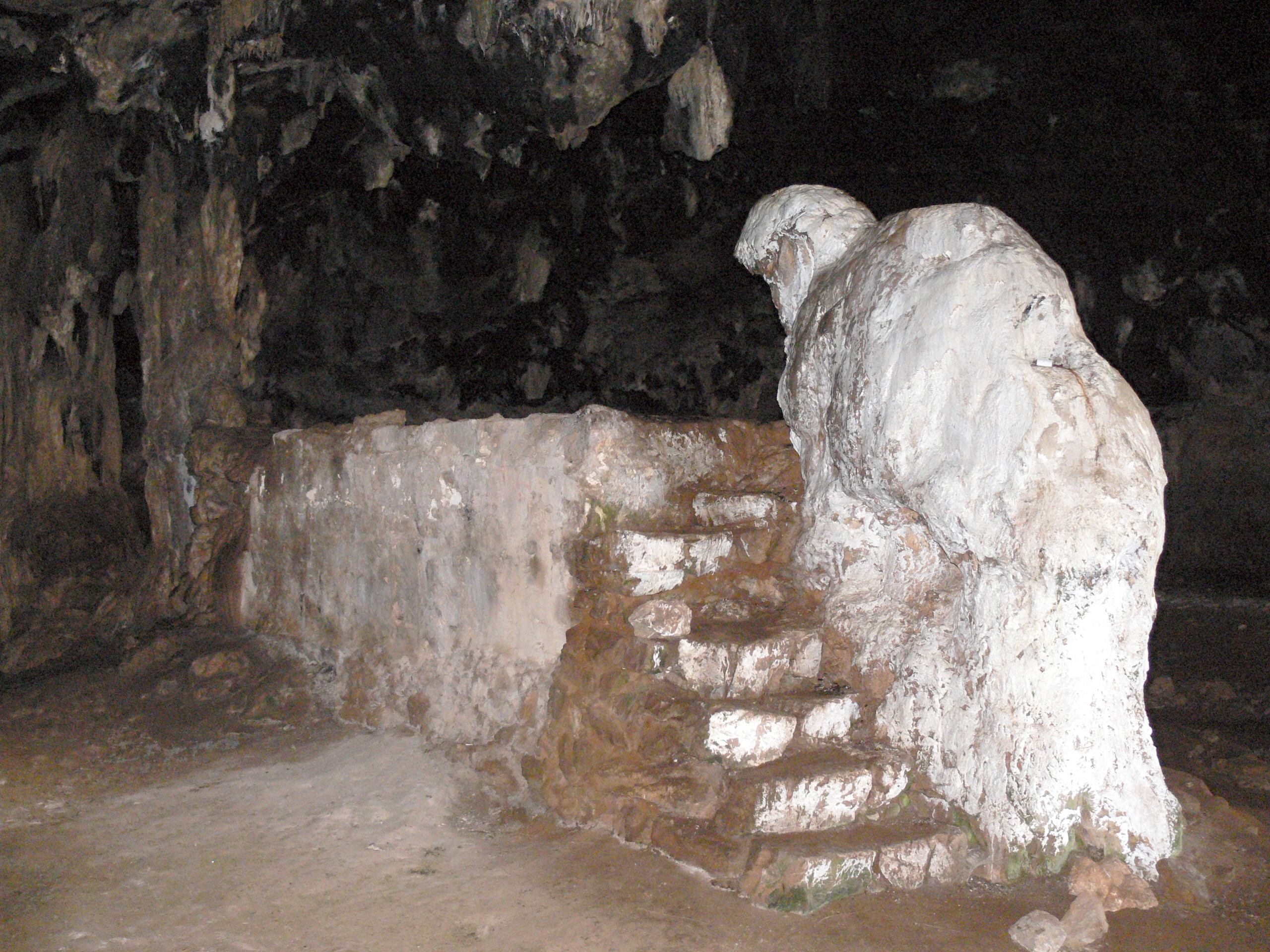
Höhle Arkoudiotissa, benannt nach diesem bärenförmigen Stalagmiten
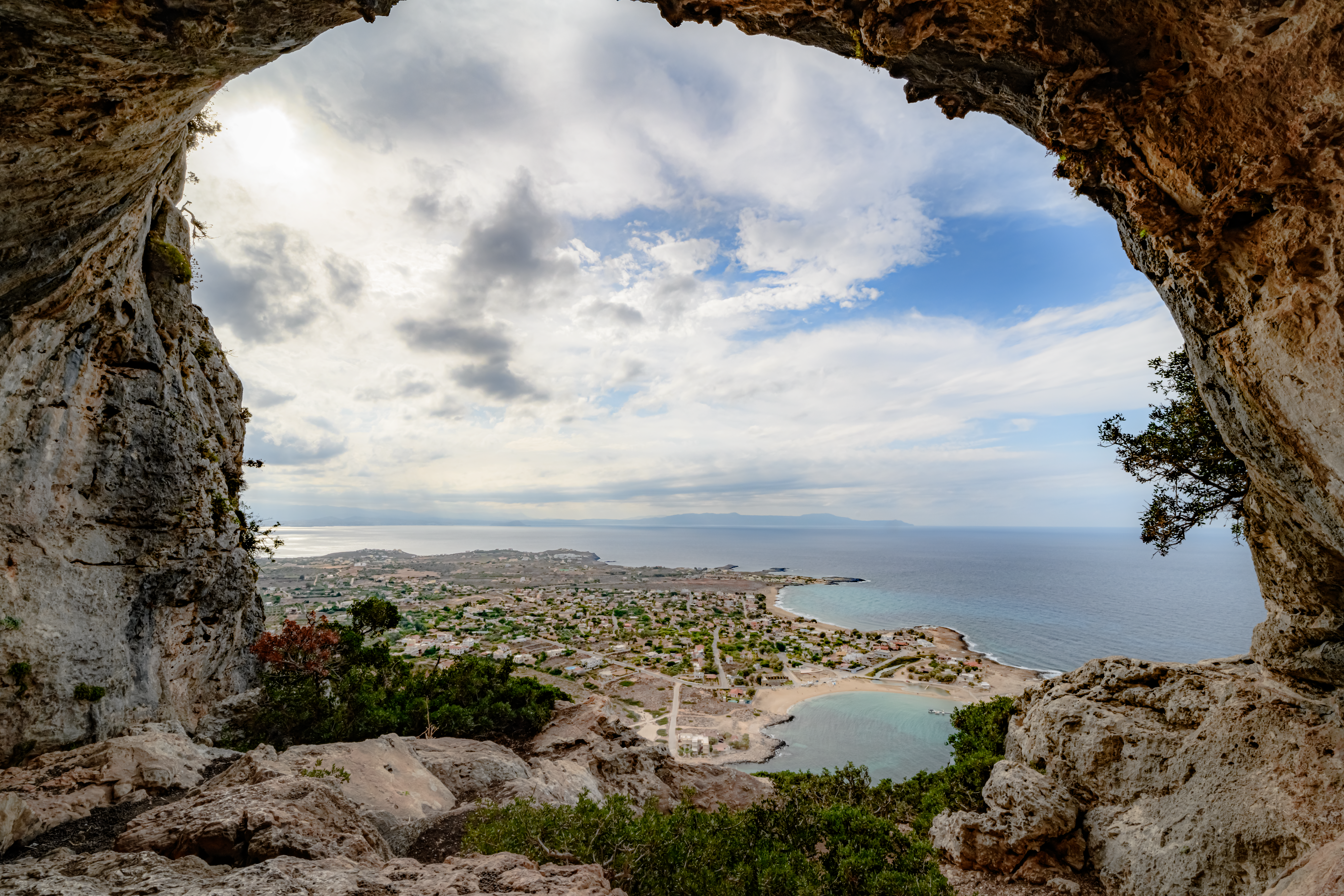
Höhle Lera, Blick auf Stavros

### Klöster
- Moni Agia Triada (auch Moni Agias Triados Tsangarolon) wurde 1631 am südlichen Rand des nordöstlichen Gebirgszuges von Akrotiri erbaut. Es ist eine der heiligen Dreifaltigkeit geweihte Gründung zweier venezianischer Mönche, die der orthodoxen Kirche beigetreten waren, den Brüdern Giancarolo (Zangarola). Sie renovierten ein älteres Kloster, das ihnen von einer Familie Mourtari geschenkt worden war. Die in Oliven- und Orangenhaine eingebetteten Gebäude sind in venezianischem Renaissance-Stil errichtet. Sie wurden im Jahre 1830 wieder aufgebaut, nachdem das Kloster 1821 durch die herrschenden Türken niedergebrannt wurde. Moni Agia Triada untersteht direkt dem Patriarchat von Konstantinopel.
- Moni Gouverneto (auch Moni Agiou Ioannou Gouvernetou oder Theotokos Gouverneto) befindet sich vier Kilometer nördlich von Agia Triada in den Bergen und ist von dort über eine schmale Landstraße zu erreichen. Das ebenfalls dem Patriarchen von Konstantinopel unterstehende Marienkloster Gouverneto wirkt festungsähnlich. Ein großes Gebäude ist rund um einen zentralen Innenhof gebaut. In ihm steht eine der heiligen Jungfrau Maria geweihte Renaissance-Kirche in venezianischem Stil. Das 1548 gegründete Kloster wurde mehrfach nach Bränden neu errichtet, so auch nach dem Aufstand von 1821 gegen die Türkenherrschaft, bei der die meisten Mönche umkamen. Es beherbergt eine Bibliothek und eine Sammlung sakraler byzantinischer Gegenstände.

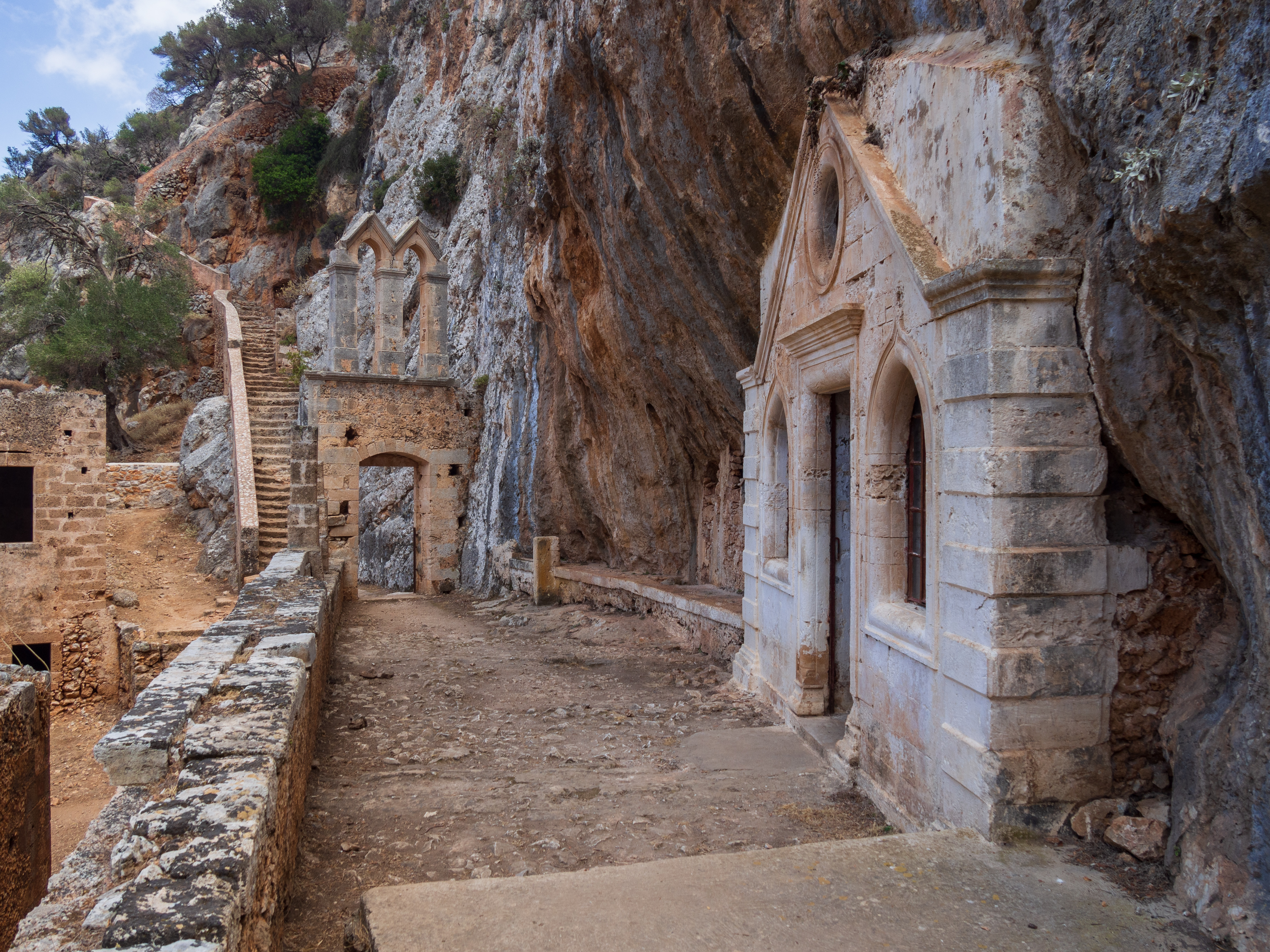
Klosterkirche Katholiko

- Ein mit Natursteinen gepflasterter Wanderweg führt von Moni Gouverneto an der Bärenhöhle (s. u.) vorbei hinunter in eine sich zum Meer öffnende Schlucht zum Kloster Katholiko, ein heute verlassenes Kloster, das im 11. Jahrhundert gegründet wurde.[5] Die Klosterkirche reicht weit in eine natürliche Höhle in die Felswand hinein. Die äußere Klosteranlage ist heute unter anderem von Olivenbäumen überwachsen. Ein sehr großes Exemplar wurzelt in einem zweistöckigen Gebäude und ragt hoch durch das Dach. Das Kloster wurde im 16. Jahrhundert wegen mehrmaliger arabischer Piratenüberfälle (Sarazenen) zugunsten von Moni Gouverneto aufgegeben. Eine architektonische Besonderheit des Klosters ist die ca. 20 Meter lange und 8 Meter breite Bogenbrücke, die die Schlucht überbrückt in dessen Senke das Kloster gebaut ist. Die aus behauenem Sandstein und Naturstein errichtete Brücke ist wie auch die anderen Klostergebäude außergewöhnlich gut erhalten.
In der Nähe von Katholiko gibt es zahlreiche Höhlen in den Felswänden, in denen einst Eremiten lebten, unter anderen direkt neben dem Kloster die Höhle des heiligen Johannes von Gouverneto (Johannes der Fremde), der um das Jahr 1100 gewirkt haben soll. Die 150 Meter lange Höhle ist zu 40 Metern begehbar. Die Legende berichtet, dass Johannes von Gouverneto auf der Flucht auf seinem Mantel aus dem Nahen Osten über das Meer an der Küste von Akrotiri, unterhalb der heutigen Klosterruine, landete. Danach lebte er mit 98 Gefährten in den dortigen Höhlen, wo er auch starb.
Die Schlucht, die von der Klosterbrücke überspannt wird, ist begehbar und endet an der sogenannten „Piratenbucht“ im Meer. Hier befinden sich auch die Reste der Steinbrüche, in denen einst der leichte, poröse Sandstein („Aeolos“) abgebaut wurde, der in den oberhalb der Schlucht liegenden Klöstern verbaut wurde. Schlucht und Bucht werden auch Avlaki oder wie das Kloster Katholiko genannt.

### Höhlen
- Arkoudiotissa (auch Arkoudospilios, übersetzt: die Bärin oder Bärenhöhle): Gelegen am Wanderweg zwischen den Klöstern Moni Gouverneto und Moni Katholiko im Norden Akrotiris ist diese Grotte nach einem bärenförmig aussehenden Stalagmiten benannt.[6] Man vermutet, dass die Höhle schon in neolithischer und minoischer Zeit kultischen Zwecken diente. In klassischer Zeit wurde hier die Göttin Artemis verehrt, der der Bär heilig war. Linksseitig des Höhleneingangs befindet sich die kleine Kapelle der Panagia Arkoudiotissa (Muttergottes von der Bärenhöhle) aus dem 16. Jahrhundert, in deren Verehrung sich Elemente des antiken Kultes erhalten haben.
- Lera: Liegt östlich von Stavros. Es gibt mehrere Wege dorthin. Der einfachste führt von der Lagune etwa 200 Meter den Hang hinauf, was in einer halben Stunde zu bewerkstelligen ist. Aus der Höhle heraus kann man auf Stavros blicken, was bei Sonnenuntergang beliebt ist.

### Strände
Der Strand von Stavros im Nordwesten der Akrotiri und der dem Ort gegenüberliegende Berg war 1964 Drehort für die Seilbahn- und Strandszenen des Films Alexis Sorbas von Michael Cacoyannis mit Anthony Quinn. Der Kameramann Walter Lassally hat sich in Stavros niedergelassen. Den Oscar, den er 1965 für Alexis Sorbas erhielt, hatte er einem Restaurant am Strand von Stavros vermacht, ehe dieser durch einen Brand verloren ging.